# Albert Abubakirowitsch Galejew
Albert Abubakirowitsch Galejew (russisch Альберт Абубакирович Галеев; * 19. Oktober 1940 in Ufa; † 12. September 2022) war ein sowjetischer bzw. russischer Astrophysiker und Hochschullehrer tatarischer Herkunft.

## Leben
Galejew begann das Studium 1957 an der Radiotechnik-Fakultät des Moskauer Energie-Instituts. Als Student begeisterte er sich für den Sambo-Kampfsport und wurde Moskauer Meister. 1961 wechselte er an die gerade gegründete Staatliche Universität Nowosibirsk (NGU). Neben dem Studium arbeitete er im Institut für Kernphysik der Sibirischen Abteilung der Akademie der Wissenschaften der UdSSR (AN-SSSR, seit 1991 Russische Akademie der Wissenschaften (RAN)). 1963 schloss er das Studium als erster Absolvent der NGU ab.
Ab 1971 lehrte Galejew am Lehrstuhl für Kosmosphysik des  Moskauer Instituts für Physik und Technologie (1980 Ernennung zum Professor). Er wurde zum Doktor der physikalisch-mathematischen Wissenschaften promoviert. Ab 1973 leitete er die Abteilung für Physik des kosmischen Plasmas im Institut für Weltraumforschung der Russischen Akademie der Wissenschaften (IKI-AN-SSSR). 1987 wurde er Korrespondierendes Mitglied der AN-SSSR. 1988 wurde er Direktor des IKI-AN-SSSR. 1992 folgte die Wahl zum Wirklichen Mitglied der RAN. 2002 folgte ihm Lew Matwejewitsch Seljony nach als Direktor des nun IKI-RAN, während Galejew Ehrendirektor des IKI-RAN ist. Er war Mitglied des Wissenschaftsrats für Physik des Sonnensystems.
Galejew entwickelte die Theorie der schwachen Wechselwirkung der Plasmawellen. Zusammen mit Roald Sinnurowitsch Sagdejew erarbeitete er die neoklassische Transporttheorie für den Tokamak. Galejew entwickelte die Theorie der Rekonnexion in einer Magnetosphäre und zeigte, dass dabei Ionen auf Energien der Größenordnung 1 MeV beschleunigt werden. Er entwickelte die Theorie des Alfvén-Phänomens bei der Ionisation eines verdünnten Gases durch einen magnetisch stabilisierten Plasmastrom. Galejews Beschreibung der Beladung des Sonnenwindes mit Kometenionen zeigte, dass dabei die Umladung der Ionen im Kometenschweif eine wichtige Rolle spielt. Galejew schlug eine Theorie vor, nach der der Sonnenwind aus koronalen Löchern durch Alfvén-Wellen beschleunigt wird. Unabhängig von Donald Lynden-Bell folgerte Galejew 1979, dass es zu Magneteruptionen in Akkretionsscheiben kommen kann. Mit seinen Veröffentlichungen erreichte er einen h-Index von 36.
Galejew war Auswärtiges Wissenschaftliches Mitglied der Max-Planck-Gesellschaft im Göttinger Max-Planck-Institut für Sonnensystemforschung, Mitglied des Fachbeirats des Max-Planck-Instituts für extraterrestrische Physik, Mitglied der Academia Europaea, Mitglied der International Academy of Astronautics und Mitglied der Moskauer Ziolkowski-Akademie der Kosmonauten.
Er starb am 12. September 2022 im Alter von 81 Jahren.

## Ehrungen, Preise
- Komsomol-Preis
- Leninpreis (1984)
- Orden des Roten Banners der Arbeit (1986)
- Orden der Ehre (2002)
- Preis des Präsidenten der Russischen Föderation im Bereich Ausbildung (2003)[8]
- Kármán-Preis der International Academy of Astronautics[3]
- Humboldt-Forschungspreis[3]
- Alfvén-Medaille der European Geosciences Union (2008)[9]